# Alberto Zapater
Alberto Zapater Arjol, né le 13 juin 1985 à Ejea de los Caballeros en Aragon, est un footballeur espagnol jouant au poste de milieu défensif à l'Atlético Ottawa en Première ligue canadienne.

## Biographie
Il rejoint le  Genoa CFC à l'été 2009. Le contrat est évalué à 4,5 M€.
En juillet 2010, il signe au Sporting CP.
Le 3 août 2011, il rejoint le Lokomotiv Moscou.
Le 19 juin 2016, il retourne au Real Saragosse pour deux saisons où il a déjà joué entre 2004 et 2009.
Après sept saisons passées au Real Saragosse, Alberto Zapater arrive en fin de contrat et s'engage à l'Atlético Ottawa en Première ligue canadienne le 28 juin 2023.

## Palmarès
Real Saragosse
- Vainqueur de la Supercoupe d'Espagne en 2004.
- Finaliste de la Coupe d'Espagne en 2006.
- Vice-champion d'Espagne de deuxième division en 2009.